# Obrona (brydż)
Obrona – w brydżu część fazy rozgrywki, celem obrońców jest zapobieżenie zrealizowania wylicytowanego kontraktu przez rozgrywającego.
Systemy wistowe:
- wist naturalny
- wist odmienny
- wist odwrotny
- wist kombajn
- wist journalist

Systemy i rodzaje zrzutek:
- zrzutki odwrotne
- zrzutki naturalne
- włoskie zrzutki numerkowe
- lavinthal
- zrzutka krakowska
- marka bezpośrednia
- potwierdzenie wistu

Wybrane manewry obrońców:
- coup de merrimac
- przepuszczenie
- crocodile coup